# Lill-Holmtjärnen, Jämtland
Lill-Holmtjärnen är en sjö i Bräcke kommun i Jämtland och ingår i Ljungans huvudavrinningsområde.